# Mohadeseh
Mohadeseh (in alfabeto persiano: محدثه , traslitterato anche Mohadese) è un nome proprio di persona persiano femminile.

## Origine e diffusione
Mohadeseh è un nome persiano che deriva dall'arabo: مُحْدَث (muhdath), o dall'arabo محدث, allevatrice.